# 倫敦音楽館 Lon-mu
『倫敦音楽館 Lon-Mu』（ロンドンミュージアム ロンミュー）は、テレビ東京系列局ほかで放送されていた音楽番組である。テレビ東京と吉本興業の共同製作。全24回。テレビ東京系列局では2001年10月2日から2002年3月26日まで、毎週火曜 22:00 - 22:54 （日本標準時）に放送。

## 概要
前番組『スキヤキ!!ロンドンブーツ大作戦』から引き続きロンドンブーツ1号2号が司会を務めていた番組。当初はロンブーがエイベックスのアーティストたちと音楽トークをする番組だったが、後期にはバラエティテイストの強い番組になっていた。
この番組の企画で、ロンブーの田村淳がプロデュースし、相方の田村亮が歌唱したシングルCD「存在」がリリースされた。

## 出演者
- ロンドンブーツ1号2号（田村亮・田村淳）
- 小室哲哉

## テーマ曲
- オープニングテーマ
  - Kids Alive「Never mind」
  - globe「Many Classic Moments」
- エンディングテーマ
  - Fayray「Over」

## スタッフ
- 総合演出：斉藤敏豪
- ディレクター：坂本秀直、名取禎・三条竜（ウッドオフィス）、つかさ、うしたてつや、小澤俊一、佐々木英敏、袰川斉
- 構成：長谷川朝二、榊暁彦、たちばなひとなり、松本真一、田口大輔、岩本哲也／津曲裕之
- <音楽制作>
  - ディレクター：深沢一浩・仮屋隆典（CONTROL）
  - AD：田中暁史・佐藤麗（CONTROL）
- ナレーター：小林紀美
- TP：長滝淳子
- SW：長瀬正人
- CAM：遠山康之
- VE：水野博道
- AUD：山内登美子
- 照明：本沢啓史
- 編集：石川哲
- MA：石田雅一
- 音効：秋山武
- CG：小田雅己
- スタイリスト：渡辺浩司、大久保篤志
- メイク：Shin、佐藤寛児
- 美術協力：フジアール
- 美術プロデューサー：木村文洋
- デザイン：別所晃吉
- 美術進行：横山勇
- 技術協力：ニユーテレス、FLT、サンフォニックス、明光セレクト、日本EJシステム、レモンスタジオ
- 協力：新星堂、フリード、東放学園専門学校
- 広報：笹原七重（テレビ東京）
- 制作デスク：橋本佳奈（テレビ東京）
- AP：古瀬彩（吉本興業）、望月靖子（オフィス源）、山谷貴子（ウッドオフィス）
- AD：田島たけし、荒井真実、古屋雄作
- アドバイザー：大賀憲章、永島修
- 協力プロデューサー：山口将哉（オレンジミュージック）
- プロデューサー：森原靖（テレビ東京）、渡辺哲也（電通）、岡本昭彦（吉本興業）、小泉博（ウッドオフィス）
- 統括プロデューサー：橋山厚志（テレビ東京）
- 制作協力：ウッドオフィス、オフィス源、オレンジミュージック、CONTROL
- 制作：テレビ東京、吉本興業